# Liste der Flüsse in Neufundland und Labrador
Die Liste der Flüsse in Neufundland und Labrador ist nach Einzugsgebieten sortiert. Sie hat keinen Anspruch auf Vollständigkeit.
In der Spalte „Status Lachspopulation“ ist der Status des (anadromen) Lachsbestandes laut NASCO aufgeführt. „Potentiell“ bedeutet, dass Lachse nicht vorhanden, aber möglicherweise dort ansiedelbar sind.

## Flüsse in Labrador
Die Auflistung der Flüsse erfolgt in der Teilprovinz Labrador von Norden nach Süden sowie im Süden entlang der Provinzgrenze zu Québec nach Westen. Einzugsgebiete von weniger als 100 km² sind hier in der Regel nicht berücksichtigt. Inoffizielle Flussnamen sind in Kursivschrift geschrieben. In der vorletzten Spalte sind die Flüsse mit „QC“ markiert, die über die Nachbarprovinz Québec abfließen. Die Flächenangabe des Einzugsgebietes umfasst insbesondere bei den nach Québec abfließenden Flusssystemen auch das Gebiet in Québec.
| Name                            | Indianischer Name    | Einzugs- gebiet km² | Flusssystem           | Gewässersystem oder Bucht                | QC | Status Lachs- population |
| ------------------------------- | -------------------- | ------------------- | --------------------- | ---------------------------------------- | -- | ------------------------ |
| Eclipse River                   |                      | 1.098               |                       | Labradorsee                              |    |                          |
| Kangalaksiorvik River           |                      | 654                 |                       | Kangalaksiorvik-Fjord (Labradorsee)      |    |                          |
| Komaktorvik River               |                      | 699                 |                       | Komaktorvik-Fjord (Labradorsee)          |    |                          |
| Nachvak River                   |                      | 680                 |                       | Nachvak-Fjord (Labradorsee)              |    |                          |
| Palmer River                    |                      | 311                 |                       | Nachvak-Fjord (Labradorsee)              |    |                          |
| Stecker River                   |                      | 172                 |                       | Ramah Bay (Labradorsee)                  |    |                          |
| Nakvak Brook                    |                      | 844                 |                       | Saglek-Fjord (Labradorsee)               |    |                          |
| North Arm River                 |                      | 104                 |                       | Saglek-Fjord (Labradorsee)               |    |                          |
| Southwest Arm River             |                      | 707                 |                       | Saglek-Fjord (Labradorsee)               |    |                          |
| namenloser Fluss                |                      | 168                 |                       | Saglek-Fjord (Labradorsee)               |    |                          |
| Ugjuktok River                  |                      | 212                 |                       | Saglek-Fjord (Labradorsee)               |    |                          |
| Pangertok Inlet River           |                      | 278                 |                       | Saglek-Fjord (Labradorsee)               |    |                          |
| Ikarut River                    |                      | 474                 |                       | Hebron-Fjord (Labradorsee)               |    |                          |
| namenloser Fluss                |                      | 1.347               |                       | Hebron-Fjord (Labradorsee)               |    |                          |
| namenloser Fluss                |                      | 1.461               |                       | Hebron-Fjord (Labradorsee)               |    |                          |
| namenloser Fluss                |                      | 790                 |                       | Hebron-Fjord (Labradorsee)               |    |                          |
| Siorak Brook                    |                      | 1.072               |                       | Okak Bay (Labradorsee)                   |    |                          |
| North River (Okak Bay)          |                      | 1.655               |                       | Okak Bay (Labradorsee)                   |    |                          |
| Ikinet Brook                    |                      | 872                 |                       | Okak Bay (Labradorsee)                   |    |                          |
| Nakavik Brook                   |                      | 113                 |                       | Tasiuyak Bay (Labradorsee)               |    |                          |
| Puttuaalu Brook                 |                      | 1.471               |                       | Tasiuyak Bay (Labradorsee)               |    |                          |
| Avakutak Brook                  |                      | 166                 |                       | Avakutak Bay (Labradorsee)               |    |                          |
| Avakutak River                  |                      | 278                 |                       | Avakutak Bay (Labradorsee)               |    |                          |
| Webb Brook                      |                      | 378                 |                       | Webb Bay (Labradorsee)                   |    |                          |
| Kingurutik River                |                      | 4.157               |                       | Tikkoatokak Bay (Labradorsee)            |    |                          |
| Kamanatsuk Brook                |                      | 829                 |                       | Tikkoatokak Bay (Labradorsee)            |    |                          |
| Fraser River                    |                      | 1.606               |                       | Nain Bay (Labradorsee)                   |    |                          |
| Tasiyuyaksuk Brook              |                      | 104                 |                       | Labradorsee                              |    |                          |
| Anaktalik Brook                 |                      | 1.813               |                       | Labradorsee                              |    |                          |
| Reid Brook                      |                      | 171                 |                       | Voisey’s Bay (Labradorsee)               |    |                          |
| Kogluktokoluk Brook             |                      | 1.095               |                       | Voisey’s Bay (Labradorsee)               |    |                          |
| Konrad Brook                    |                      | 569                 |                       | Voisey’s Bay (Labradorsee)               |    |                          |
| Kogaluk River                   |                      | 5.434               |                       | Voisey’s Bay (Labradorsee)               |    | unbekannt                |
| Head Brook                      |                      |                     | Kogaluk River         | Labradorsee                              |    |                          |
| Mistastin River                 |                      |                     | Kogaluk River         | Labradorsee                              |    |                          |
| Notakwanon River                |                      | 4.999               |                       | Merrifield Bay (Labradorsee)             |    | unbekannt                |
| Sango Brook                     | Sango-shipu          | 806                 |                       | Sango Bay (Labradorsee)                  |    | unbekannt                |
| Mishti-Shuapi-shipu             | Mishti-Shuapi-shipu  | 310                 |                       | Sango Bay (Labradorsee)                  |    | unbekannt                |
| Shanti-shipiss                  | Shanti-shipiss       | 200                 |                       | Sango Bay (Labradorsee)                  |    | unbekannt                |
| Flowers River                   |                      | 1.443               |                       | Flowers Bay (Labradorsee)                |    | stabil                   |
| Hunt River                      |                      | 1.344               |                       | Big Bay (Labradorsee)                    |    | stabil                   |
| Adlatok River                   |                      | 11.106              |                       | Adlatok Bay / Udjuktok Bay (Labradorsee) |    | stabil                   |
| Little Bay River                |                      | 244                 |                       | Little Bay (Labradorsee)                 |    | stabil                   |
| Kanairiktok River               |                      | 12.274              |                       | Kanairiktok Bay (Labradorsee)            |    | potentiell               |
| English River (Kaipokok Bay)    |                      | 326                 |                       | Kaipokok Bay (Labradorsee)               |    | stabil                   |
| Kaipokok River                  |                      | 2.499               |                       | Kaipokok Bay (Labradorsee)               |    | stabil                   |
| South Brook                     |                      | 399                 |                       | Kaipokok Bay (Labradorsee)               |    | stabil                   |
| Makkovik River                  |                      | 259                 |                       | Makkovik Bay (Labradorsee)               |    | stabil                   |
| Makkovik Brook                  |                      | 111                 |                       | Makkovik Bay (Labradorsee)               |    | stabil                   |
| Adlavik Brook                   |                      | 233                 |                       | Adlavik Bay (Labradorsee)                |    | unbekannt                |
| Big River (Labrador)            |                      | 2.849               |                       | Labradorsee                              |    | stabil                   |
| Rattling Brook (Labrador)       |                      | 285                 |                       | Labradorsee                              |    | unbekannt                |
| Stag Bay Brook                  |                      | 155                 |                       | Stag Bay (Labradorsee)                   |    | unbekannt                |
| Pomialuk Brook                  |                      | 493                 |                       | Pomialuk Bay (Labradorsee)               |    | unbekannt                |
| Big Brook                       |                      | 700                 |                       | Labradorsee                              |    | stabil                   |
| Northwest Brook                 |                      | 135                 |                       | Pottles Bay (Labradorsee)                |    | unbekannt                |
| Corner Brook                    |                      | 323                 |                       | Groswater Bay (Labradorsee)              |    | unbekannt                |
| Fox Cove Brook                  |                      | 149                 |                       | Groswater Bay (Labradorsee)              |    | unbekannt                |
| Tom Luscombe Brook              |                      | 1.010               |                       | Groswater Bay (Labradorsee)              |    | stabil                   |
| Partridge Point Brook           |                      | 855                 |                       | Double Mer (Labradorsee)                 |    | unbekannt                |
| Main River (Double Mer)         |                      | 1.425               |                       | Double Mer (Labradorsee)                 |    | stabil                   |
| Mulligan River                  |                      | 1.062               |                       | Lake Melville (Labradorsee)              |    | unbekannt                |
| Sebaskachu River                | Shapeshkashiu-shipu  | 580                 |                       | Lake Melville (Labradorsee)              |    | unbekannt                |
| North West River                |                      |                     |                       | Lake Melville (Labradorsee)              |    |                          |
| Naskaupi River                  | Meshikamau-shipu     | 15.082              | North West River      | Lake Melville (Labradorsee)              |    | stabil                   |
| Crooked River                   | Nipissiu-shipiss     |                     | North West River      | Lake Melville (Labradorsee)              |    | stabil                   |
| Red Wine River                  | Kamikuakamiu-shipu   |                     | North West River      | Lake Melville (Labradorsee)              |    |                          |
| Susan River                     | Pekissiu-shipiss     | 363                 | North West River      | Lake Melville (Labradorsee)              |    | unbekannt                |
| Beaver River                    | Mitinissiu-shipu     | 1.878               | North West River      | Lake Melville (Labradorsee)              |    | unbekannt                |
| Cape Caribou River              | Kaneshekau-shipiss   | 546                 | North West River      | Lake Melville (Labradorsee)              |    | stabil                   |
| Goose River                     | Uashikanashteu-shipu | 3.432               |                       | Lake Melville (Labradorsee)              |    | stabil                   |
| Churchill River                 | Mishta-shipu         | 93.415              |                       | Lake Melville (Labradorsee)              |    | unbekannt                |
| Pinus River                     | Uapushkakamau-shipu  |                     | Churchill River       | Lake Melville (Labradorsee)              |    |                          |
| Metchin River                   | Maikan-nipiu-shipiss |                     | Churchill River       | Lake Melville (Labradorsee)              |    |                          |
| Ashuanipi River                 |                      |                     | Churchill River       | Lake Melville (Labradorsee)              |    |                          |
| McPhadyen River                 |                      |                     | Churchill River       | Lake Melville (Labradorsee)              |    |                          |
| Shabogamo River                 |                      |                     | Churchill River       | Lake Melville (Labradorsee)              |    |                          |
| Atikonak River                  |                      |                     | Churchill River       | Lake Melville (Labradorsee)              |    |                          |
| Kepimits River                  |                      |                     | Churchill River       | Lake Melville (Labradorsee)              |    |                          |
| Minipi River                    | Minai-nipiu-shipu    |                     | Churchill River       | Lake Melville (Labradorsee)              |    |                          |
| Traverspine River               | Manatueu-shipiss     | 728                 | Churchill River       | Lake Melville (Labradorsee)              |    | stabil                   |
| Kenamu River                    | Tshenuamiu-shipu     | 4.403               |                       | Lake Melville (Labradorsee)              |    | stabil                   |
| Kenemich River                  | Tshenuamiu-shipiss   | 699                 |                       | Lake Melville (Labradorsee)              |    | stabil                   |
| Big River (Lake Melville)       | Ushakatshiku-shipiss |                     |                       | Lake Melville (Labradorsee)              |    | unbekannt                |
| Shoal River                     |                      |                     |                       | Lake Melville (Labradorsee)              |    | unbekannt                |
| Etagaulet River                 |                      |                     |                       | Lake Melville (Labradorsee)              |    | unbekannt                |
| English River (Lake Melville)   |                      | 640                 |                       | Lake Melville (Labradorsee)              |    | unbekannt                |
| Main Brook                      |                      |                     |                       | Lake Melville (Labradorsee)              |    | unbekannt                |
| Flatwater Brook                 |                      | 299                 |                       | Groswater Bay (Labradorsee)              |    | unbekannt                |
| North River (Süd-Labrador)      |                      | 2.234               |                       | Labradorsee                              |    | stabil                   |
| White Bear River (Sandwich Bay) |                      | 1.075               |                       | Sandwich Bay (Labradorsee)               |    | unbekannt                |
| Eagle River                     | Nutapineuaniu-shipu  | 10.824              |                       | Sandwich Bay (Labradorsee)               |    | stabil                   |
| Paradise River (Sandwich Bay)   |                      | 5.276               |                       | Sandwich Bay (Labradorsee)               |    | stabil                   |
| Muddy Bay Brook                 |                      | 337                 |                       | Sandwich Bay (Labradorsee)               |    | stabil                   |
| Sand Hill River                 |                      | 1.142               |                       | Sand Hill Cove (Labradorsee)             |    | stabil                   |
| Reeds Pond Brook                |                      | 233                 |                       | Labradorsee                              |    | stabil                   |
| Porcupine Brook                 |                      | 155                 |                       | Labradorsee                              |    | unbekannt                |
| Black Bear River                |                      | 645                 |                       | Labradorsee                              |    | stabil                   |
| Caplin Bay Brook                |                      | 150                 |                       | Labradorsee                              |    | unbekannt                |
| Hawke River                     |                      | 1.891               |                       | Labradorsee                              |    | stabil                   |
| White Bear Arm River            |                      | 233                 |                       | Labradorsee                              |    | stabil                   |
| Gilbert River                   |                      | 642                 |                       | Gilbert Bay (Labradorsee)                |    | potentiell               |
| Shinneys Waters                 |                      | 313                 |                       | Gilbert Bay (Labradorsee)                |    | stabil                   |
| Alexis River                    |                      | 3.160               |                       | Alexis Bay (Labradorsee)                 |    | stabil                   |
| Bobbys Brook                    |                      | 245                 |                       | Alexis Bay (Labradorsee)                 |    | verlustig                |
| St. Lewis River                 |                      | 2.590               |                       | St. Lewis Inlet (Labradorsee)            |    | stabil                   |
| St. Marys River                 |                      | 414                 |                       | Labradorsee                              |    | stabil                   |
| St. Charles River               |                      | 311                 |                       | Labradorsee                              |    | stabil                   |
| St. Peters River                |                      | 140                 |                       | Labradorsee                              |    | unbekannt                |
| Temple Brook                    |                      | 181                 |                       | Labradorsee                              |    | unbekannt                |
| Pinware River                   |                      | 2.486               |                       | Sankt-Lorenz-Golf                        |    | stabil                   |
| L’Anse-au-Loup Brook            |                      | 130                 |                       | Sankt-Lorenz-Golf                        |    | stabil                   |
| Forteau Brook                   |                      | 389                 |                       | Sankt-Lorenz-Golf                        |    | stabil                   |
| Rivière de Blanc-Sablon         |                      | 90                  |                       | Sankt-Lorenz-Golf                        | QC |                          |
| St. Paul River                  | Aissimeu-shipu       | 7.370               |                       | Sankt-Lorenz-Golf                        | QC | stabil                   |
| Bujeault River                  |                      |                     | St. Paul River        | Sankt-Lorenz-Golf                        | QC |                          |
| Chanion Brook                   |                      |                     | St. Paul River        | Sankt-Lorenz-Golf                        | QC |                          |
| Napetipi River                  |                      | 1.248               |                       | Sankt-Lorenz-Golf                        | QC | stabil                   |
| Rivière Coxipi                  |                      | 1.660               |                       | Sankt-Lorenz-Golf                        | QC | unbekannt                |
| Pakut-shipu                     | Pakut-shipu          | 9.510               |                       | Sankt-Lorenz-Golf                        | QC | unbekannt                |
| Michaels River                  |                      |                     | Pakut-shipu           | Sankt-Lorenz-Golf                        | QC |                          |
| Matse River                     |                      |                     | Pakut-shipu           | Sankt-Lorenz-Golf                        | QC |                          |
| Little Mecatina River           |                      | 19.580              |                       | Sankt-Lorenz-Golf                        | QC | unbekannt                |
| Joir River                      |                      |                     | Little Mecatina River | Sankt-Lorenz-Golf                        | QC |                          |
| Natashquan River                |                      | 16.100              |                       | Sankt-Lorenz-Golf                        | QC | stabil                   |
| East Natashquan River           |                      |                     | Natashquan River      | Sankt-Lorenz-Golf                        | QC |                          |
| Mercereau River                 |                      |                     | Natashquan River      | Sankt-Lorenz-Golf                        | QC |                          |
| Rivière Romaine                 |                      | 14.350              |                       | Sankt-Lorenz-Golf                        | QC | stabil                   |

## Flüsse auf Neufundland
Die Auflistung der Flüsse erfolgt auf der Insel Neufundland im Gegenuhrzeigersinn im Südwesten der Avalon-Halbinsel beginnend.
| Name                               | Einzugs- gebiet km² | Flusssystem    | Gewässersystem oder Bucht            | Status Lachs- population |
| ---------------------------------- | ------------------- | -------------- | ------------------------------------ | ------------------------ |
| Northeast River (Placentia Bay)    |                     |                | Placentia Bay (Atlantischer Ozean)   | bedroht                  |
| Little Salmonier River             | 120                 |                | St. Mary’s Bay (Atlantischer Ozean)  | bedroht                  |
| Rocky River                        | 301                 |                | St. Mary’s Bay (Atlantischer Ozean)  | bedroht                  |
| Salmonier River (Avalon-Halbinsel) |                     |                | St. Mary’s Bay (Atlantischer Ozean)  | bedroht                  |
| Mobile River                       | 115                 |                | Ostküste (Atlantischer Ozean)        | unbekannt                |
| Perrys Brook                       | 117                 |                | Ostküste (Atlantischer Ozean)        |                          |
| Petty Harbour River                | 134                 |                | Ostküste (Atlantischer Ozean)        | unbekannt                |
| Waterford River                    |                     |                | Ostküste (Atlantischer Ozean)        | stabil                   |
| Shoal Harbour River                | 150                 |                | Trinity Bay (Labradorsee)            | stabil                   |
| Northwest River (Clode Sound)      | 663                 |                | Clode Sound (Labradorsee)            | stabil                   |
| Terra Nova River                   | 2.000               |                | Bonavista Bay (Labradorsee)          | stabil                   |
| Gambo Brook                        | 1.080               |                | Freshwater Bay (Labradorsee)         | stabil                   |
| Triton Brook                       |                     | Gambo Brook    | Freshwater Bay (Labradorsee)         |                          |
| Middle Brook (Freshwater Bay)      | 275                 |                | Freshwater Bay (Labradorsee)         | stabil                   |
| Indian Bay Brook                   | 554                 |                | Labradorsee                          | stabil                   |
| Ragged Harbour River               | 410                 |                | Labradorsee                          | stabil                   |
| Gander River                       | 5.050               |                | Gander Bay (Labradorsee)             | stabil                   |
| Southwest Gander River             |                     | Gander River   | Gander Bay (Labradorsee)             |                          |
| Northwest Gander River             |                     | Gander River   | Gander Bay (Labradorsee)             |                          |
| Rattling Brook (Bay of Exploits)   | 385                 |                | Bay of Exploits (Labradorsee)        | verlustig                |
| Exploits River                     | 10.241              |                | Bay of Exploits (Labradorsee)        | wiederangesiedelt        |
| Noel Paul’s Brook                  |                     | Exploits River | Bay of Exploits (Labradorsee)        |                          |
| Sandy Brook (Exploits River)       |                     | Exploits River | Bay of Exploits (Labradorsee)        |                          |
| Great Rattling Brook               |                     | Exploits River | Bay of Exploits (Labradorsee)        |                          |
| Victoria River                     |                     | Exploits River | Bay of Exploits (Labradorsee)        |                          |
| Lloyds River                       |                     | Exploits River | Bay of Exploits (Labradorsee)        |                          |
| Peters River                       | 180                 |                | Bay of Exploits (Labradorsee)        | stabil                   |
| Indian Brook (Halls Bay)           | 1.200               |                | Halls Bay (Labradorsee)              | stabil                   |
| Middle Arm Brook (White Bay)       | 270                 |                | White Bay (Labradorsee)              | stabil                   |
| Main River                         | 1.017               |                | White Bay (Labradorsee)              | stabil                   |
| Cat Arm River                      | 650                 |                | White Bay (Labradorsee)              | stabil                   |
| Little Harbour Deep River          |                     |                | Labradorsee                          | stabil                   |
| Soufflets River                    |                     |                | Labradorsee                          | stabil                   |
| Cloud River                        |                     |                | Labradorsee                          | stabil                   |
| Beaver Brook (Chimney Bay)         | 237                 |                | Labradorsee                          | stabil                   |
| Northeast Brook (Chimney Bay)      | 200                 |                | Labradorsee                          | stabil                   |
| Salmon River (Hare Bay)            |                     |                | Hare Bay (Labradorsee)               | stabil                   |
| Ste. Genevieve River               | 306                 |                | Sankt-Lorenz-Golf                    | stabil                   |
| Torrent River                      | 624                 |                | Sankt-Lorenz-Golf                    | stabil                   |
| River of Ponds                     |                     |                | Sankt-Lorenz-Golf                    | stabil                   |
| Portland Creek                     | 959                 |                | Sankt-Lorenz-Golf                    | stabil                   |
| Parsons Pond River                 |                     |                | Sankt-Lorenz-Golf                    | stabil                   |
| Western Brook                      | 194                 |                | Sankt-Lorenz-Golf                    | stabil                   |
| Bakers Brook                       | 135                 |                | Sankt-Lorenz-Golf                    | stabil                   |
| Lomond River                       |                     |                | Bonne Bay (Sankt-Lorenz-Golf)        | stabil                   |
| Humber River                       | 7.950               |                | Sankt-Lorenz-Golf                    | stabil                   |
| Upper Humber River                 |                     | Humber River   | Sankt-Lorenz-Golf                    |                          |
| Lewaseechjeech Brook               |                     | Humber River   | Sankt-Lorenz-Golf                    |                          |
| Glide Brook                        |                     | Humber River   | Sankt-Lorenz-Golf                    |                          |
| Corner Brook (Bay of Islands)      | 160                 |                | Sankt-Lorenz-Golf                    | stabil                   |
| Serpentine River                   |                     |                | Sankt-Lorenz-Golf                    | stabil                   |
| Romaines Brook                     |                     |                | St. George’s Bay (Sankt-Lorenz-Golf) | stabil                   |
| Blanche Brook                      | 120                 |                | St. George’s Bay (Sankt-Lorenz-Golf) | stabil                   |
| Harrys River                       | 660                 |                | St. George’s Bay (Sankt-Lorenz-Golf) | stabil                   |
| Little Barachois Brook             | 343                 |                | St. George’s Bay (Sankt-Lorenz-Golf) | stabil                   |
| Flat Bay Brook                     |                     |                | St. George’s Bay (Sankt-Lorenz-Golf) | stabil                   |
| Fischells Brook                    |                     |                | St. George’s Bay (Sankt-Lorenz-Golf) | stabil                   |
| Robinsons River                    |                     |                | St. George’s Bay (Sankt-Lorenz-Golf) | stabil                   |
| Middle Barachois River             |                     |                | St. George’s Bay (Sankt-Lorenz-Golf) | stabil                   |
| Crabbes River                      |                     |                | St. George’s Bay (Sankt-Lorenz-Golf) | stabil                   |
| Highlands River                    | 120                 |                | St. George’s Bay (Sankt-Lorenz-Golf) | stabil                   |
| Grand Codroy River                 |                     |                | Sankt-Lorenz-Golf                    | stabil                   |
| Little Codroy River                | 160                 |                | Sankt-Lorenz-Golf                    | stabil                   |
| Isle aux Morts River               | 210                 |                | Südküste (Atlantischer Ozean)        | bedroht                  |
| Grandys Brook                      |                     |                | Südküste (Atlantischer Ozean)        | bedroht                  |
| La Poile River                     |                     |                | Südküste (Atlantischer Ozean)        | bedroht                  |
| Grandy Brook                       | 470                 |                | Südküste (Atlantischer Ozean)        | bedroht                  |
| White Bear River (Neufundland)     | 780                 |                | Südküste (Atlantischer Ozean)        | bedroht                  |
| Grey River                         | 1.400               |                | Südküste (Atlantischer Ozean)        | bedroht                  |
| Dolland Brook                      |                     |                | Südküste (Atlantischer Ozean)        | bedroht                  |
| Conne River                        | 380                 |                | Südküste (Atlantischer Ozean)        | bedroht                  |
| Salmon River (Bay d’Espoir)        |                     |                | Südküste (Atlantischer Ozean)        | bedroht                  |
| Salmon River (Fortune Bay)         | 160                 |                | Fortune Bay (Atlantischer Ozean)     | bedroht                  |
| Bay du Nord River                  | 1.180               |                | Fortune Bay (Atlantischer Ozean)     | bedroht                  |
| Long Harbour River                 |                     |                | Fortune Bay (Atlantischer Ozean)     | bedroht                  |
| Garnish River                      | 205                 |                | Fortune Bay (Atlantischer Ozean)     | bedroht                  |
| Salmonier River (Burin-Halbinsel)  | 115                 |                | Südküste (Atlantischer Ozean)        | bedroht                  |
| Tides Brook (Burin-Halbinsel)      | 170                 |                | Südküste (Atlantischer Ozean)        | bedroht                  |
| Paradise River (Neufundland)       |                     |                | Paradise Sound (Atlantischer Ozean)  | bedroht                  |
| Sandy Harbour River                |                     |                | Placentia Bay (Atlantischer Ozean)   | bedroht                  |
| Pipers Hole River                  | 807                 |                | Placentia Bay (Atlantischer Ozean)   | bedroht                  |